# Hitter Ibolya
Hitter Ibolya (Kolozsvár, 1924. március 1. – Kolozsvár, 1992. november 25. előtt) matematika–fizika szakos tanár, tankönyvíró, szerkesztő.

## Életpályája
A kolozsvári Református Leánygimnáziumban érettségizett 1942-ben, majd a Bolyai Tudományegyetemen  matematika–fizika szakos tanári diplomát szerzett.  Tanított Nagyenyeden a Bethlen Gábor Középiskolában (1946–48), Csíkszeredában a Pedagógiai Iskolában (1948–51), később pedig a Bolyai, majd Babeș–Bolyai Tudományegyetemen tanársegéd (1952–68) volt. Utána a kolozsvári Közlekedésipari Líceum tanára volt (1968–79). A Matematikai és Fizikai Lapok szerkesztője volt 1957 és 1960 között. Szakcikkeket közölt a Matematikai és Fizikai Lapok,  a Fizikai Szemle és a Revista de Chimie hasábjain. 
Mint fordító, tudományos ellenőrző és szövegösszehasonlító járult hozzá a romániai magyar matematikai és fizikai tankönyvek kiadásához; fordításában jelent meg E. Nicolau–C. Bălăceanu Kibernetika (1961), I. Negrescu Az atom (1962) és Şt. Bălan És mégis mozog… (1962) című munkája. Ezenkívül tankönyveket is fordított: matematikából négyet, fizikából tizenhetet.